# Ait Makhlouf (kommun i Marocko)
Ait Makhlouf (franska: Ait Makhlouf (CR), Ait Makhlouf (Commune Rurale), arabiska: أيت ايكاس) är en kommun i Marocko.   Den ligger i provinsen Taroudannt och regionen Souss-Massa, i den centrala delen av landet, 400 km sydväst om huvudstaden Rabat. Antalet invånare är 5 285.